# کالج اولسان
کالج اولسان (Ulsan College) (کره‌ای: 울산과학대학교; lit. Ulsan College of Science کالج علوم اولسان) یک کالج خصوصی با دو پردیس در اولسان کره جنوبی است. 
پردیس شرق در دونگ گو و پردیس غرب در نام گو است. این مؤسسه در ۸ آوریل ۱۹۶۰ به عنوان مؤسسه فناوری صنعتی اولسان تأسیس شد. صنایع سنگین هیوندای مالک و حامی مالی این کالج است.

## چهار بخش کالج
چهار بخش کالج در حال حاضر برنامه‌های زیر را ارائه می‌دهند:

### مهندسی
- طراحی محیط و ساختمان (برنامه ۳ ساله)
- فناوری اطلاعات (برنامه ۳ ساله)
- طراحی محتوای دیجیتال
- مهندسی مکانیک (برنامه ۳ ساله، پردیس غرب)
- برق و الکترونیک (برنامه ۳ ساله، پردیس غرب)
- مدیریت صنعتی (پردیس غرب)
- محیط زیست و صنایع شیمیایی (پردیس غرب)

### هنر و علم
- آموزش در دوران کودکی (برنامه ۳ ساله)
- رفاه اجتماعی
- حسابداری مالیاتی
- مدیریت توزیع
- تجارت و زبان‌های خارجی

### علوم طبیعی
- پرستاری (برنامه ۴ ساله)
- فیزیوتراپی (برنامه ۳ ساله)
- بهداشت دهان و دندان (برنامه ۳ ساله)
- غذا و تغذیه (برنامه ۳ ساله)
- خدمات غذای هتل و هنرهای آشپزی

## افراد شاخص
- جونگ جونگ سوک (정정숙)، بازیکن سابق فوتبال زنان کره جنوبی، در کالج اولسان تحصیل کرد.
- جون مین کیونگ (전민경)، دروازه‌بان فوتبال زنان کره جنوبی، در کالج اولسان شرکت کرد.
- کیم کی هون (김기훈)، اسکیت باز بازنشسته پیست کوتاه سرعت و مدال طلای المپیک، استاد کالج اولسان است.
- Kim Soon-ja [ko] (김순자)، یک نامزد مستقل در انتخابات قانونگذاری کره جنوبی در سال ۲۰۱۲، قبلاً به عنوان مدیر کنفدراسیون اتحادیه‌های کارگری کره در کالج اولسان کار می‌کرد[۴][۵]
- Mun Sori [ko] (문소리)، دروازه‌بان فوتبال کره جنوبی که در بازی‌های آسیایی ۲۰۱۰ مدال برنز کسب کرد، در کالج اولسان شرکت کرد.